# Ca n'Olivé (Montornès del Vallès)
Ca n'Olivé és una masia de Montornès del Vallès (Vallès Oriental) protegida com a Bé Cultural d'Interès Local.

## Descripció
Masia de planta quadrangular, amb diversos cossos adossats. L'edifici principal té una planta baixa i un primer pis, coberta a dues vessants. La façana està orientada cap al sud i les obertures es distribueixen en tres eixos simètrics. El central està marcat per la porta principal, amb brancals i un arc escarser de dovelles. Les finestres són de llinda plana. Ha sofert diverses intervencions ens els últims anys per adequar-la a l'ús actual.